# Tony Mmoh
Anthony Emmanuel Mmoh, detto Tony (Enugu, 14 giugno 1958), è un ex tennista nigeriano.

## Carriera
Ha raggiunto la posizione 105 in classifica sia in singolare che nel doppio, nei tornei dello Slam è avanzato fino al terzo turno agli Australian Open 1987 insieme al connazionale Nduka Odizor mentre in singolare si è fermato al massimo al secondo turno.
Ha fatto parte della squadra nigeriana di Coppa Davis dal 1986 al 1988 ottenendo dodici vittorie a fronte di cinque sconfitte, ha rappresentato la Nigeria anche alle Olimpiadi di Seul 1988 in entrambe le discipline.
Il figlio Michael ha intrapreso a sua volta la carriera da tennista professionista.